# Louis Jani
Louis Jani (Montreal, 6 de diciembre de 1957) es un deportista canadiense que compitió en judo. Ganó dos medallas en los Juegos Panamericanos en los años 1979 y 1983, y tres medallas en el Campeonato Panamericano de Judo entre los años 1978 y 1985.

## Palmarés internacional
| Juegos Panamericanos    | Juegos Panamericanos      | Juegos Panamericanos | Juegos Panamericanos |
| Año                     | Lugar                     | Medalla              | Categoría            |
| ----------------------- | ------------------------- | -------------------- | -------------------- |
| 1979                    | San Juan (Puerto Rico)    | Medalla de oro       | –86 kg               |
| 1983                    | Caracas (Venezuela)       | Medalla de oro       | –86 kg               |
| Campeonato Panamericano |                           |                      |                      |
| Año                     | Lugar                     | Medalla              | Categoría            |
| 1978                    | Buenos Aires (Argentina)  | Medalla de bronce    | –86 kg               |
| 1982                    | Santiago de Chile (Chile) | Medalla de oro       | –86 kg               |
| 1985                    | La Habana (Cuba)          | Medalla de bronce    | –86 kg               |